# Лу Оттенс
Лу Оттенс (нід. Lou Ottens, 21 червня 1926 — 6 березня 2021) — нідерландський інженер і винахідник, найбільш відомий тим, що винайшов аудіокасету. Усю свою кар'єру Оттенс пропрацював у компанії Philips.

## Раннє життя
Лодевейк Фредерик Оттенс народився в Беллінгвольде 21 червня 1926 року і з раннього дитинства проявляв інтерес до технологій та майстрування. У підлітковому віці під час Другої світової війни він змайстрував радіо, за допомогою якого таємно слухав передачі Радіо Ораньє. Щоб уникнути нацистських радіоперешкод, Оттенс сконструював радіо з примітивною спрямованою антеною. Після війни Оттенс вступив до Делфтського технічного університету, де вивчав машинобудування. Навчаючись в університеті, Оттенс неповний робочий день працював креслярем технічних планів на фабриці рентгенівських технологій. Закінчив університет у 1952 р.

## Кар'єра
У 1952 році Оттенса взяли на роботу в компанію Philips. Він починав у відділі механізації Головної промислової групи в Ейндговені. У 1957 році він перейшов на завод у Гасселті в Бельгії. На той час ця фабрика здебільшого виробляла аудіообладнання, включаючи фонографи, магнітофони та гучномовці.

### Керівник відділу розробки у Philips Hasselt
У 1960 році Оттенс став керівником відділу розробки нових продуктів у Гасселті. Перебуваючи на цій посаді, він керував розробкою першого портативного магнітофона Philips EL 3585. Цей проєкт виявився досить успішним, було продано понад 1 мільйон одиниць.

#### Касета
Спираючись на успіх EL 3585, Philips Hasselt розпочав розробку планів щодо створення портативного касетного магнітофона. Цей «кишеньковий самопис», як його прозвали, мав бути недорогим і невеликим, з низьким енергоспоживанням, але прийнятною якістю звуку. Спочатку Philips планувала працювати з RCA та використовувати їхню касетну систему, але Оттенс виявив, що розміри та швидкість стрічки набору не відповідають бажаному продукту.
Кінець кінцем, компанія Philips вирішила розробити власну касету, спираючись на наявну касету RCA. Оттенс розпочав вигадувати дизайн касети з того, що вирізав дерев'яний брусок, що вмістився в кишеню куртки. Цей дерев'яний блок став моделлю для того, що стало першим портативним магнітофоном EL 3300.
Під час розробки касети та обладнання до неї Оттенс керував командою з десяти чи то дванадцяти робітників, які мали досвід проектування грамофонів і магнітофонів. Розробляючи касету, група часто використовувала ресурси та знання з сусідньої фабрики в Ейндговені.
У 1961 р. компанія Philips вирішила публічно представити касетну систему Берлінській міжнародній радіовиставці. Спочатку цю новацію не надто широко сприйняли й великого ентузіазму в аудіосвіті вона не викликала. Однак було зроблено декілька фото, які пізніше використали при вироблицтві японських копій системи Оттена, відчутно більших за розміром, ніж оригінал.

#### Директор Philips Hasselt
У 1969 році Оттенс став директором Philips Hasselt. За його вказівками, фабрика в Гасселті зосередилася насамперед на виробництві касетних систем Philips, з ростом популярності компактних касет загалом. Зі зростаючим попитом на компактні касети розрозлася і фабрика Philips Hasselts, досягнувши кількості співробітників понад 5000

## Пізніші роки
Після виходу на пенсію Оттенс упродовж багатьох років залишався активним у галузі техніки. В 1988 році він став головою Нідерландської асоціації управління логістикою.
Оттенс помер у Дуйзелі 6 березня 2021 року у віці 94 років.